# Wilhelm Kreutz (Historiker)
Wilhelm Kreutz (* 11. Mai 1950 in Beindersheim) ist ein deutscher Historiker.

## Leben
Nach dem Abitur 1969 am Carl-Bosch-Gymnasium Ludwigshafen am Rhein studierte er von 1970 bis 1976 Germanistik, Geschichte und politische Wissenschaften an der Universität Mannheim. Nach der Promotion 1982 an der Universität Mannheim und der  Habilitation 1992 ebenda ist er dort seit 1992 Privatdozent, seit 2014 außerplanmäßiger Professor für Neuere Geschichte. Seit 2002 unterrichtete er an einem Mannheimer Gymnasium Deutsch, Geschichte und Gemeinschaftskunde; 2008–2014 war er Fachberater für Geschichte und Landeskunde im Regierungspräsidium Karlsruhe.
Seine Forschungsschwerpunkte sind südwestdeutsche Aufklärung, französische Revolution und ihre Folgen für Deutschland, Vormärz und Revolution von 1848/49, Geschichte der Kurpfalz, deutsch-französische Beziehungen nach dem Ersten Weltkrieg, Kulturpolitik in der Weimarer Republik und im Dritten Reich, deutsch-jüdische Geschichte, Rezeption des Reformationszeitalters und Friedrichs II. von Preußen und Geschichte und Film.
Ein wissenschaftlicher Verdienst von Wilhelm Kreutz ist die Aufdeckung der Fehlerhaftigkeit der Autobiographie des Auschwitz-Kommandanten Rudolf Höß (inklusive falschem Geburtsjahr).

## Schriften (Auswahl)
- Die Deutschen und Ulrich von Hutten. Rezeption von Autor und Werk seit dem 16. Jahrhundert (= Veröffentlichungen des Historischen Instituts der Universität Mannheim. 8). Fink, München 1984, ISBN 3-7705-2265-6 (Zugleich: Mannheim, Universität, Dissertation, 1982).
- Einen Freiheitsbaum, den pflanzen wir am Rhein. Die Auswirkungen der Französischen Revolution auf die rheinisch-pfälzischen Territorien 1789–1814. Landeszentrale für Politische Bildung Rheinland-Pfalz, Mainz 1989.
- Hambach 1832. Deutsches Freiheitsfest und Vorbote des europäischen Völkerfrühlings. Landeszentrale für Politische Bildung Rheinland-Pfalz, Mainz 2007.
- Aufklärung in der Kurpfalz. Beiträge zu Institutionen, Sozietäten und Personen (= Rhein-Neckar-Kreis. Schriftenreihe des Kreisarchivs. Historische Schriften. 4). Verlag Regionalkultur, Ubstadt-Weiher u. a. 2008, ISBN 978-3-89735-552-1.
- (mit Hermann Wiegand): Kleine Geschichte der Stadt Mannheim. DRW-Verlag, Leinfelden-Echterdingen 2008, ISBN 978-3-7650-8358-7.
- (mit Karen Strobel): Der Kommandant und die Bibelforscherin. Rudolf Höß und Sophie Stippel. Zwei Wege nach Auschwitz. 2. Aufl. Verlag Regionalkultur, Ubstadt-Weiher 2024, ISBN 978-3-95505-468-7.